# Nils Åman
Nils Åman (Avesta, Suecia, 7 de febrero de 2000) es un jugador profesional sueco de hockey sobre hielo que se desempeña en la posición de centro en Vancouver Canucks, equipo de la National Hockey League (NHL).

## Carrera
Fue seleccionado en la sexta ronda en la NHL Entry Draft de 2020. En 2022 hizo su debut profesional con el equipo Vancouver Canucks, donde lleva jugando dos temporadas.